# Новый Мир (Одесская область)
Новый Мир (укр. Новий Мир) — село, относится к Подольскому району Одесской области Украины.
Население по переписи 2001 года составляло 263 человека. Почтовый индекс — 66355. Телефонный код — 4862. Занимает площадь 0,67 км². Код КОАТУУ — 5122987407.

## Местный совет
66355, Одесская обл., Подольский район, с. Ставки